# Ultrahangos anyagvizsgálat
Az ultrahangos anyagvizsgálat a homogén anyagokban előforduló hibák meghatározására szolgál. Az ipari, roncsolásmentes anyagvizsgálatok közé tartozik.

## Fizikai alapelv
Az ultrahangos anyagvizsgálat azon az elven alapul, hogy a mintadarabba bevezetett ultrahang a mintadarabban egyenletesen tovaterjed, de ha hibahelyhez, szennyezéshez ér, egy része visszaverődik. A hibahely akusztikus határfelületet jelent, ezen pedig a hanghullámok különböző mozgásokat végezhetnek: egy részük átvezetődik a hibahelyen, más részük visszaverődik. 
A visszaverődés is és az átvezetés is számos anyagi tulajdonságtól függ. Ezek között fontos szerepet játszik a szennyezés helyénél, annak két oldalán található anyagrészek akusztikai keménysége, ezek aránya. Fontos szerepet játszik a határfelület geometriája és a beesés szöge is. 

## A vizsgálókészülék
Az ultrahangos anyagvizsgálat speciális eszközzel történik, amely képes az ultrahang előállítására, majd a visszavert ultrahang érzékelésére is.
Leggyakrabban falvastagság mérésre és a nagy fémfelületekben található anyaghibák mérésére használják ezt a módszert.

## Anyagvizsgáló egyesületek
Hazánkban Magyar Roncsolásmentes Vizsgálati Szövetség működik. Ma már digitális kijelzéssel ellátott gyors mérőeszközök állnak az anyagvizsgálók rendelkezésére.
Ugyancsak hazánkban működik a Magyar Hegesztéstechnikai és Anyagvizsgálati Egyesülés is.

## Külső hivatkozások
- Anyagvizsgálat ultrahanggal
- Ultrahangos anyagvizsgáló képzés